# Лопес-Вега, Мартин
Марти́н Лопес-Вега (исп. Martín López-Vega, 1975, Льянес) — испанский поэт и прозаик, пишет на испанском и астурийском языках.

## Биография
Изучал философию и филологию в Университете Овьедо. По литературной стипендии жил и работал в Испанской художественной академии в Риме. Много путешествует. Редактор литературного приложения к газете El Mundo, выпускает журнал молодой поэзии Песочные часы. Составитель антологии молодой астурийской литературы (1999). Переводит поэзию и прозу с португальского (Алмейда Гаррет, Эуженио де Андраде).

## Творчество
Критика относит Лопеса-Вегу к наиболее многообещающим молодым поэтам Испании (см.:  (недоступная ссылка)). Его стихи представлены во всех испанских поэтических антологиях конца 1990-х — начала 2000-х годов.

## Книги

### На испанском языке
- Objetos robados (1994, Астурийская премия молодым поэтам)
- Tertulia Oliver (1995, воспоминания о литературном кружке Oliver)
- Travesías (1996)
- Cartas portuguesas (1997, заметки о путешествии по Португалии)
- Los desvanes del mundo (1999, путевые записки)
- La emboscada (1999)
- Mácula (2002)
- Árbol desconocido (2002, Premio Emilio Alarcos de poesía)
- Equipaje de mano (2003, избранная лирика)
- Elegías romanas (2004)
- El letargo (2006, роман)
- Extracción de la piedra de la cordura (2006, поэма, Premio de Poesía Hermanos Argensola)
- Gajos (2007, избранные стихи)
- Libre para partir (2008, записки о Португалии)

### На астурийском языке
- Esiliu (1998, Premio Acebal de poesía)
- Les coraes de la roca (1999, в соавторстве; Premio de Poesía Teodoro Cuesta)
- La visita (2000)
- El sentimientu d'un occidental (2000, проза)
- Piedra filosofal (2002)
- Parte metereolóxicu pa Arcadia y redolada (2005, проза)